# نوربرت فيليكس غوغان
نوربرت فيليكس غوغان (بالإنجليزية: Norbert Felix Gaughan)‏ هو كاهن كاثوليكي أمريكي، ولد في 30 مايو 1921 في بيتسبرغ في الولايات المتحدة، وتوفي في 1 أكتوبر 1999 في كراون بوينت في الولايات المتحدة.